# NGC 6695
NGC 6695 је спирална галаксија у сазвежђу Лира која се налази на NGC листи објеката дубоког неба.
Деклинација објекта је + 40° 22' 2" а ректасцензија 18h 42m 42,8s. Привидна величина (магнитуда) објекта NGC 6695 износи 13,5 а фотографска магнитуда 14,3. NGC 6695 је још познат и под ознакама UGC 11340, MCG 7-38-18, CGCG 228-23, KARA 858, IRAS 18410+4018, PGC 62296.